# Haugjegla fyr
Das Leuchtfeuer Haugjegla fyr befindet sich auf einer flachen Insel an der norwegischen Küste nördlich der Insel Smøla im Fylke Møre og Romsdal.

Der 14 m hohe, gusseiserne Leuchtturm steht auf einem 7 m hohen Betonsockel. Im Leuchtturm befindet sich eine vollständig erhaltene Wohnung. Zur Leuchtfeuerstation gehört auch noch eine Anlegestelle mit Bootshaus.
Das Haugjegla fyr steht heute unter Denkmalschutz.